# Марченко, Кирилл Игоревич
Кири́лл И́горевич Ма́рченко (род. 21 июля 2000, Барнаул) — российский хоккеист, нападающий клуба НХЛ «Коламбус Блю Джекетс». Мастер спорта России (2021).

## Биография

### Юношеские годы
Родился в Барнауле, где начинал играть в хоккей, первым тренером стал Сергей Владимирович Харченко. В 10-летнем возрасте переехал с семьёй в Тюмень. Играл в юношеских соревнованиях за команды «Газовик» и «Тюменский легион».
В 2014 году вместе с тренером Олегом Таубером и рядом игроков перешёл в «Югру» Ханты-Мансийск.

### МХЛ и КХЛ
3 декабря 2016 года дебютировал в МХЛ в составе клуба «Мамонты Югры» против «Омских ястребов». Через три дня в следующей игре против «Белых медведей» забил первую шайбу. В сезоне 2017/18 провёл два матча в КХЛ — 27 февраля и 1 марта против магнитогорского «Металлурга» и «Автомобилиста». Перед следующим сезоном перешёл в петербургский СКА, единственный матч в сезоне провёл 12 октября 2018 года — в домашней игре против «Северстали» провёл 15 секунд.
В сезоне 2018/19 играл за клубы МХЛ «СКА-1946» и «СКА-Варяги», играл за клуб ВХЛ «СКА-Нева».
Первую шайбу в КХЛ забросил 13 ноября 2019 года в гостевом матче против «Амура».

### НХЛ
2 мая 2022 года подписал двухлетний контракт с «Коламбус Блю Джекетс». Дебютировал в НХЛ 6 декабря 2022 года в матче против «Питтсбург Пингвинз». Свои первые очки в НХЛ набрал 11 декабря, забросив шайбу в ворота «Лос-Анджелес Кингз». 7 января 2023 года в матче НХЛ против «Каролины Харрикейнз» оформил первый хет-трик в своей карьере в НХЛ .
27 ноября 2023 года впервые в истории НХЛ сразу 4 российских хоккеиста забросили шайбы за один клуб в одном матче. В игре «Коламбус Блю Джекетс» — «Бостон Брюинз» (5:2) по шайбе в составе хозяев забросили Дмитрий Воронков, Иван Проворов, Егор Чинахов и Кирилл Марченко.
19 декабря 2023 года Марченко сделал хет-трик в ворота «Баффало Сейбрз» (9:4) и был признан первой звездой дня в НХЛ. 12 октября 2024 года набрал 3 очка (1+2) в матче против «Колорадо» (6:4).

### Международные соревнования
Участник юниорского чемпионата мира 2018.
Призёр двух молодёжных чемпионатов мира: бронзовый на МЧМ-2019 и серебряный на МЧМ-2020.

## Статистика
| Легенда | Легенда                    | Легенда | Легенда                   | Легенда | Легенда    |
| ------- | -------------------------- | ------- | ------------------------- | ------- | ---------- |
| И       | Количество проведённых игр | Штр     | Штрафное время            | +/−     | Плюс-минус |
| Г       | Голы                       | П       | Голевые передачи          | О       | Очки       |
| -       | Статистика неизвестна      | —       | Статистика не учитывалась |         |            |